# 密叶苣苔属
密叶苣苔属（学名：Buxiphyllum）是苦苣苔科下的一个属。该属仅有密叶苣苔（Buxiphyllum velutinum）一种，分布于中国广西。
密叶苣苔属现为蛛毛苣苔属（Paraboea）的异名。